# Stalag Luft 1

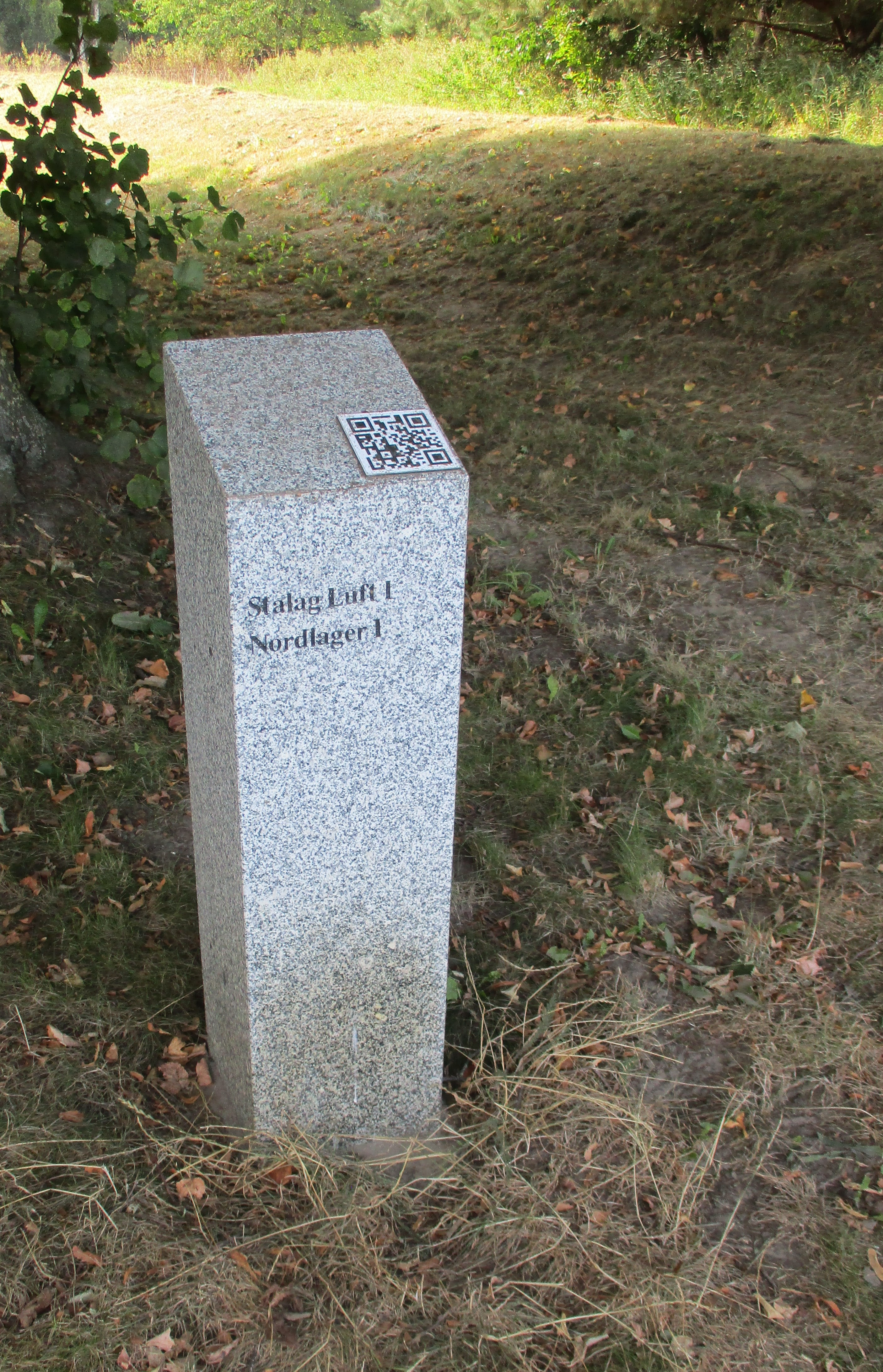
Gedenkstein zum Lagerbereich Nord I, 2024

Das Stalag Luft I (abkürzende Bezeichnung für Stammlager der Luftwaffe, amerikanisch: Camp No. 164) wurde im Juni 1940 Am Vogelsang in der Nähe der Stadt Barth in Pommern – etwa 260 km nördlich von Berlin – gegründet.

## Beschreibung
Stalag Luft I war eines von sechs deutschen Kriegsgefangenenlagern, die speziell für die steigende Anzahl gefangener gegnerischer Luftwaffenangehöriger vorgesehen waren. Während in der Anfangszeit hauptsächlich Briten und Franzosen inhaftiert waren, kamen später auch amerikanische Piloten hinzu.
Für die Bewachung der Kriegsgefangenen hatte die deutsche Luftwaffe am Ende des Krieges bis zu ca. 900 Mann abgestellt.  Demgegenüber wuchs die Belegungsstärke der Kriegsgefangenen von 920 im Oktober 1943 auf ca. 9000 im Frühjahr 1945. Außerdem befanden sich auch in einem streng bewachten Teil zeitweise über 1000 sowjetische Kriegsgefangene, die unter weitaus schlechteren  Verhältnissen ums Überleben kämpfen mussten.
Die Lagerkommandanten waren vom 18. März 1940 Oberst Hartwig von Winckler, Major Roland von Oertzen, Major Burchardt, Oberst Willibald Scherer und Oberst Gustav Warnstedt  bis 30. April 1945.
Die westlichen alliierten Offiziere übernahmen in der Nacht vom 30. April zum 1. Mai die Herrschaft über den Barackenlagerkomplex. Mit dem Eintreffen der Roten Armee ab dem 2. Mai 1945 wurde das Lager übergeben. Es zeichnete sich eine nicht einfache Verhandlung über die Rückführung der westlichen Lagerinsassen ab.

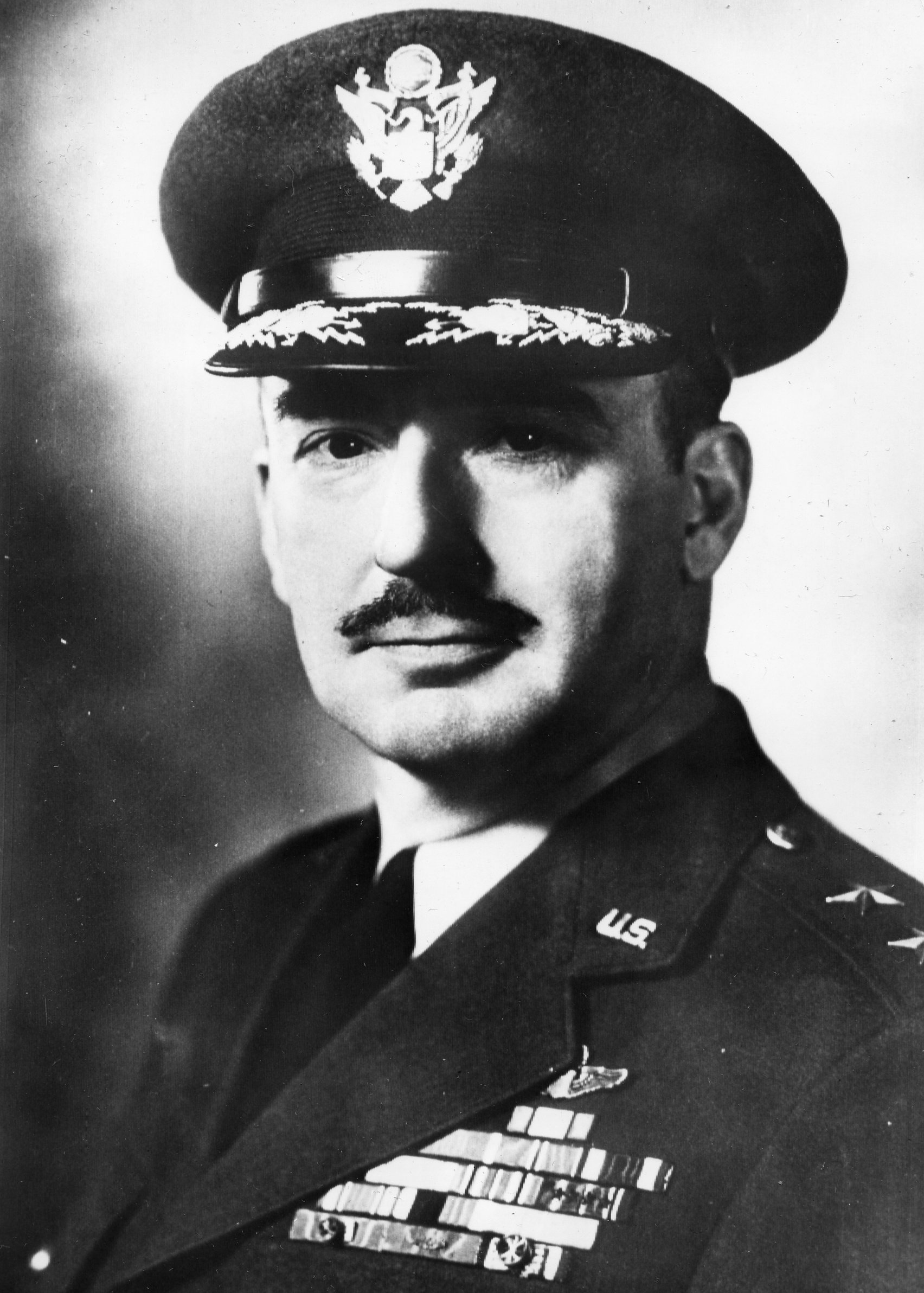
Lt.Gen. David M. Schlatter

Der US-General David M. Schlatter (1901–1973), im Supreme Headquarters Allied Expeditionary Force (SHAEF) unter General Dwight D. Eisenhower war u. a. für die Einsatzplanungen und den Austausch der Kriegsgefangenen verantwortlich. Die militärpolitische Lage in den Tagen der Selbstbefreiung, über die bedingungslose Kapitulation des Nazi-Reichs und der, mit sich bildenden Besatzungszonen der Alliierten, war einzigartig.
Mit dem funktionstüchtigen Fliegerhorst im Nordosten der Stadt eröffnete sich die Möglichkeit die ehemaligen Kriegsgefangenen per Flugzeug in den Westen zu bringen. In einer groß angelegten Rückführung im Rahmen der Operation Revival landeten zwischen dem 12. und 14. Mai 300 amerikanische Bomber, die unter der persönlichen Leitung vom Commanding Officer William M. Gross stand und 8.498 ihrer Kameraden in den Westen flogen.
In der Folgezeit wurde bis zum Frühjahr 1946 hier ein sowjetisches Durchgangslager betrieben und endgültig zurückgebaut. Mit Feld und Wiesen gerieten über die Jahre die Erinnerung an das Lager fast in Vergessenheit.
Eine erste Gedenktafel für die Befreiung der Kriegsgefangenen aus den USA und Großbritannien wurde am 1. Mai 1985 beim Besuch einer Gruppe Ex-Gefangener auf dem Gelände des ehemaligen Lagers eingeweiht. Am 28. September 1996 wurde anstelle der Tafel ein Gedenkstein mit zwei Gedenktafeln mit deutscher und englischer Inschrift errichtet. Das umliegende Gelände wurde als Gedenkpark mit einer Info-Stele erweitert.

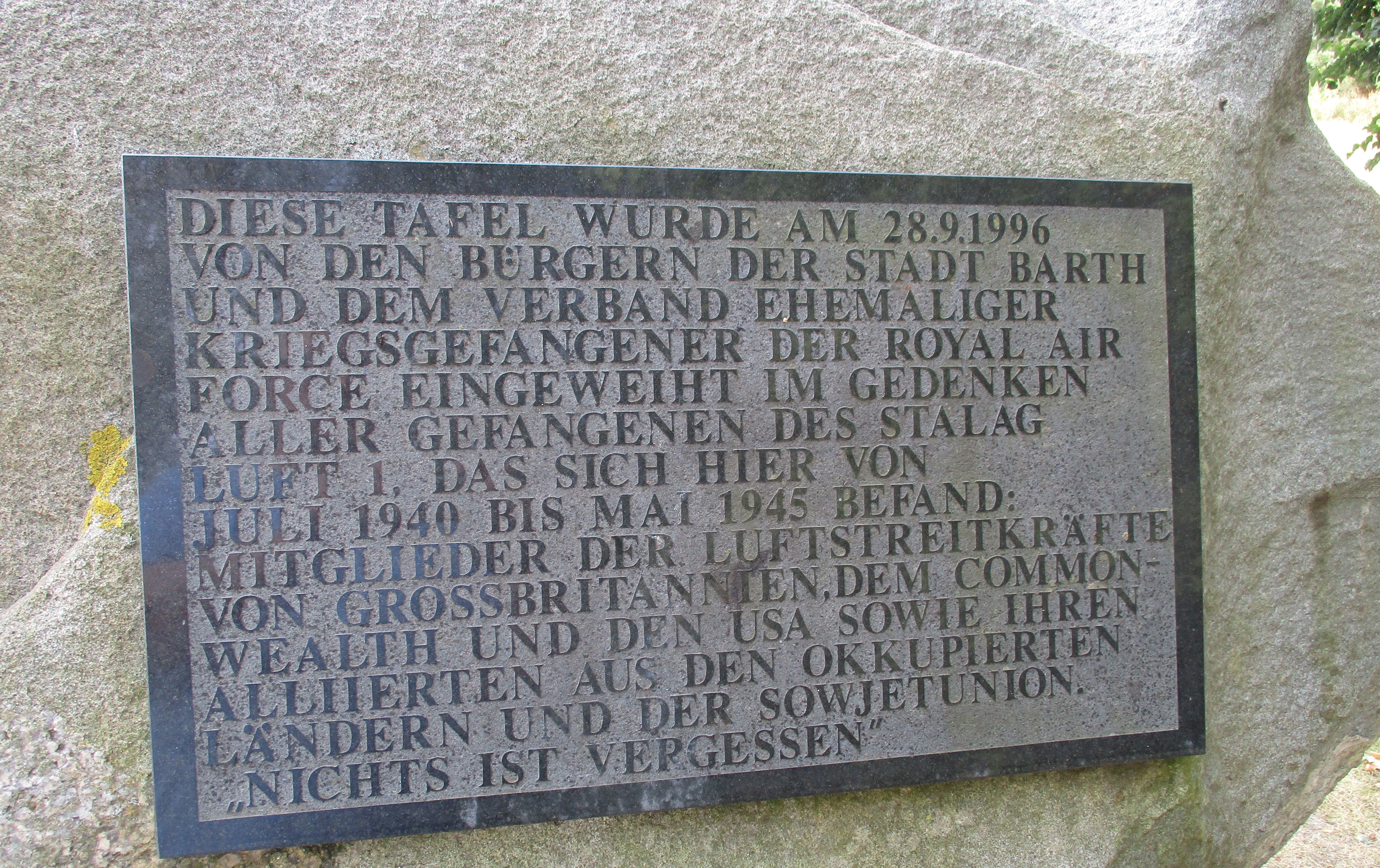
Gedenktafel zum Stalag Luft I, 2024

## Trivia
Der spätere britische Schauspieler Donald Pleasence befand sich unter den Gefangenen und war von 1944 bis 1945 im Lager interniert. Seinen Durchbruch in Hollywood hatte Pleasence 1963 mit dem Film Gesprengte Ketten (United Artists), einem Drama über die größte Fluchtaktion von fast 80 Kriegsgefangenen aus dem Stalag Luft III.
Das Stalag Luft I ist Schauplatz des amerikanischen Films Instrument of War (BYUtv) aus dem Jahr 2017 mit Jack Ashton als 1st Lt. Clair W. Cline (1917–2010), ein US-Bomberpilot, der von Februar 1944 bis April 1945 im Lager inhaftiert war und als Gefangener eine Geige baute. Der Film zeigt auch die Weigerung der Gefangenen, zu evakuieren, und die Verhandlungen zwischen dem leitenden US-Offizier Colonel Zemke und dem Kommandanten Oberst Warnstedt. Die Gefängnis-Geige blieb 50 Jahre im Privatbesitz von C.W. Cline, erst 1995 stiftete er sie dem Militär Museum Intrepid Sea, Air & Space Museum in New York City.

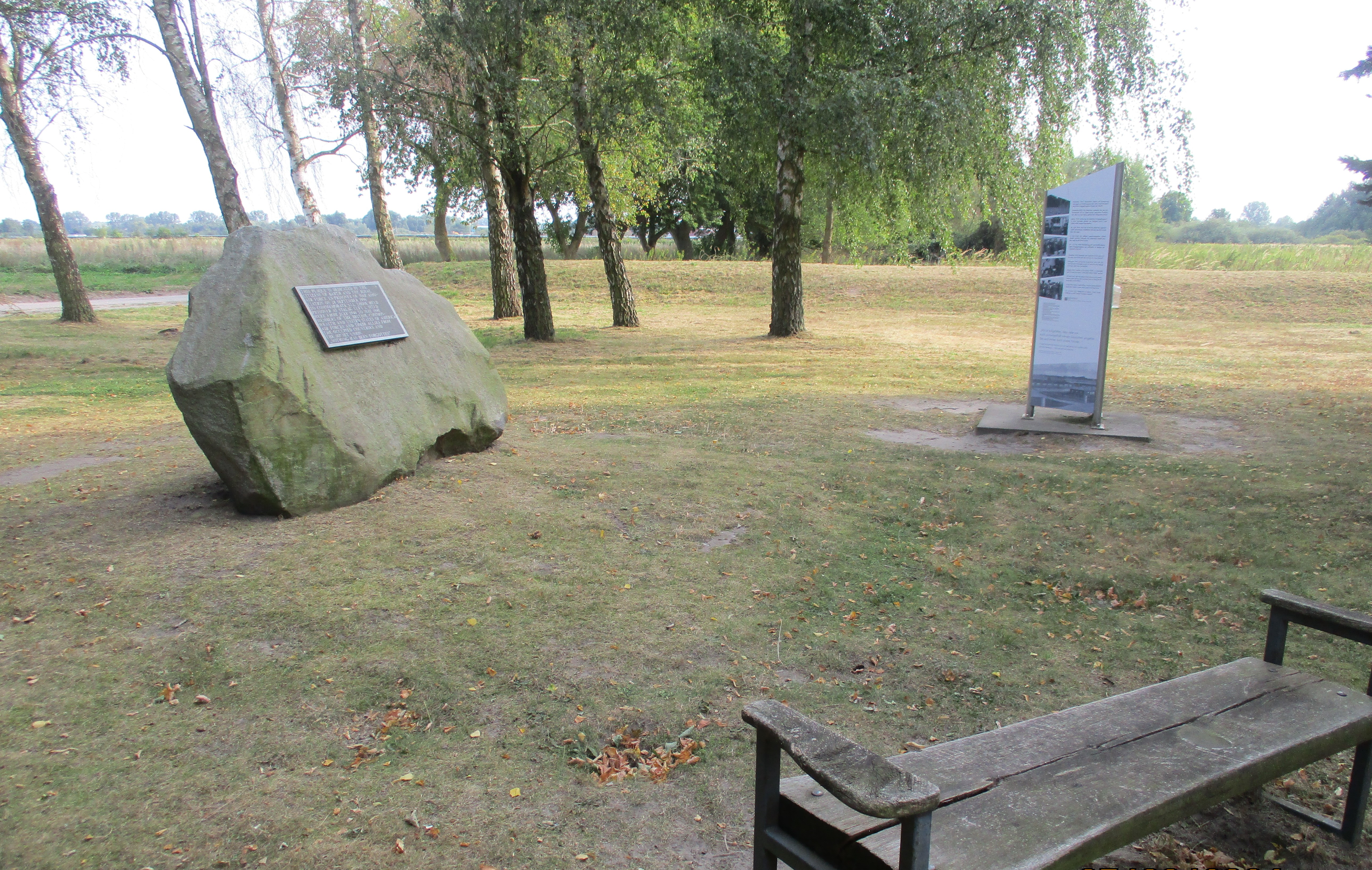
Info-Stele und Findling mit Gedenktafel, 2024

## Prominente Gefangene
- Donald Pleasence (1919–1995) – britischer Schauspieler
- Francis Gabreski (1919–2002) – US-amerikanischer Jagdpilot, USAF-Colonel
- Frank L. Gailer Jr. (1923–2018) – US-amerikanischer Jagdpilot, USAF-Brigade General
- Vermont Garrison (1915–1994) – US-amerikanischer Pilot, Offizier
- Van Hixson (1920–1989) – US-amerikanischer Offizier, ANG-General
- Robert A. Hoover (1923–2016) – US-amerikanischer Jagdpilot, Testpilot und Kunstflieger
- Einar Axel Malmstrom (1907–1954) – US-amerikanischer Pilot, USAF-Offizier
- Hubert Zemke (1914–1994) – US-amerikanischer Jagdpilot, USAF-Colonel
- Hedley Fowler (1916–1944) – britischer Pilot
- Josef Bryks (1916–1957) – tschechischer Jagdflieger, Pilot